# Hugo Steiner-Prag
Pour les articles homonymes, voir Steiner.
Hugo Steiner-Prag, né le 12 décembre 1880 à Prague (Autriche-Hongrie) et mort le 10 septembre 1945 à New York (États-Unis), est un illustrateur, scénographe et enseignant germano-bohémien.

## Biographie

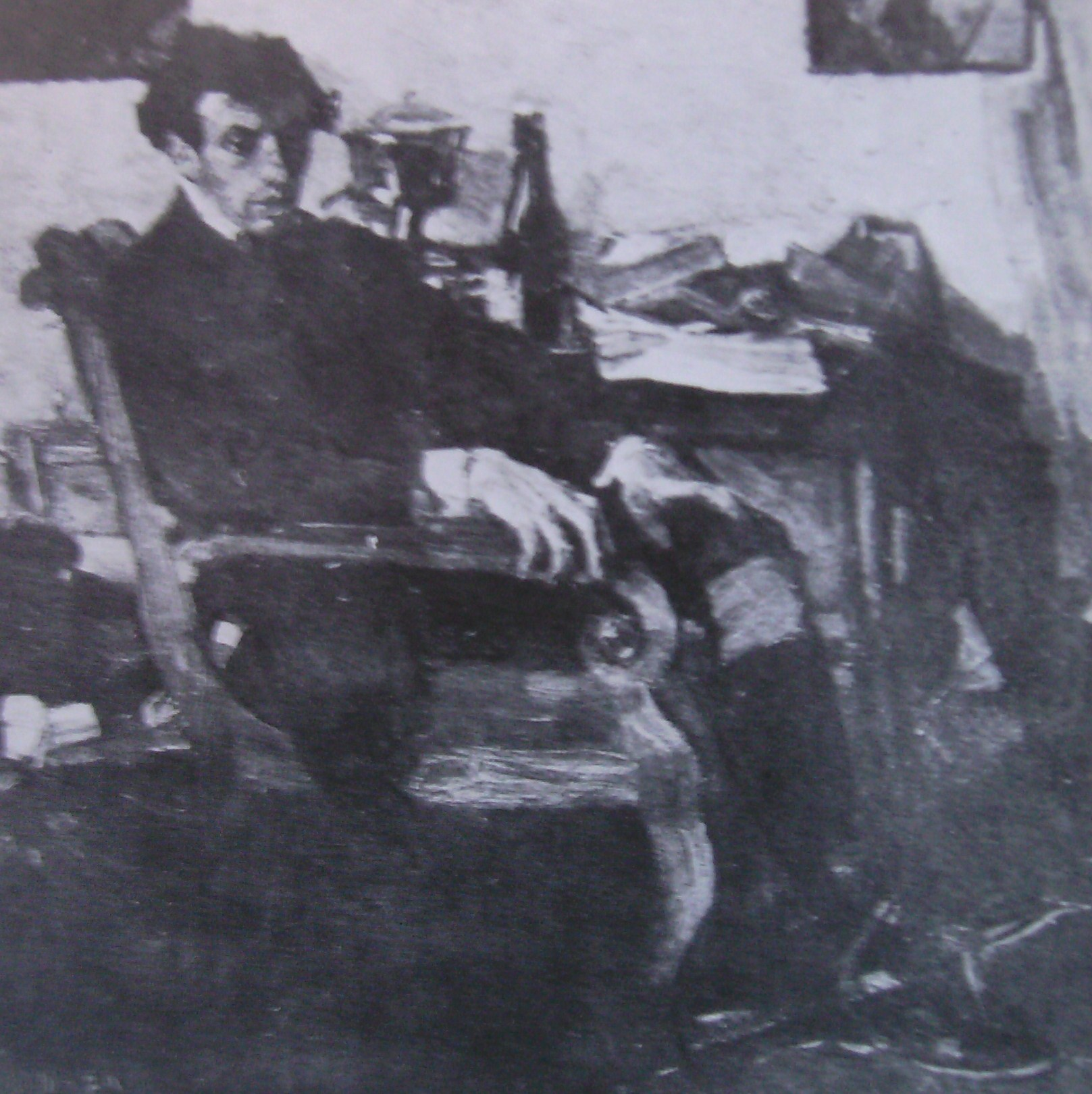
Hugo Steiner-Prague 1905 (peinture d'Albert Weisgerber).

Fils de libraire, Hugo Steiner-Prag fréquente l'Académie des beaux-arts de Prague à partir de 1898 et l'Académie des beaux-arts de Munich de 1901 à 1903, où il est l'élève de Peter Halm et de Franz von Stuck. En 1905, il se convertit du judaïsme au catholicisme et prend la nationalité allemande en 1907. Il enseigne jusqu'en 1905 au studio d'enseignement et d'expérimentation des arts libres et appliqués à Munich et épouse son élève Paula Bergmann de Seedorf à Ostholstein, qui fréquentait l'école Debschitz depuis 1903. De 1905 à 1907, il travaille à la Barmer Kunstgewerbeschule, d'où il est nommé à l'Académie royale des arts graphiques et du commerce du livre (Hochschule für Grafik und Buchkunst Leipzi) à Leipzig. À partir de 1910, il y occupe une chaire. Entre autres,  Erich Ohser (connu comme e.o.plauen) fait partie de ses élèves. Pendant cette période, il est également directeur artistique de Propyläen Verlag à Berlin. Hugo Steiner-Prag se fait connaître pour ses illustrations des poèmes de Lenau, des contes de fées d'Andersen et des Élixirs du Diable d'Hoffmann. En 1915, il illustre Le Golem, le roman de Gustav Meyrink. En 1914, il dirige le département « Art moderne du livre » à la Bugra de Leipzig. Il est président des Expositions internationales du livre de Leipzig en 1919 et 1927 et organise les sections livres des expositions allemandes de Barcelone, Lyon, Paris, Pittsburgh et New York.
Après la prise du pouvoir (Machtergreifung) par les nazis en 1933, il perd son poste de professeur et retourne à Prague où, avec le soutien du gouvernement tchécoslovaque, il fonde la société d'État Officina Pragensis, un centre de formation pour jeunes talents, conçoit des décors de théâtre et fait des tournées en Bohême et dans les Carpates. Après l'invasion allemande, il émigre en Suède en 1939 et finalement aux États-Unis en 1941. En 1942, il s'installe à New York. Il enseigne à l'université, devient membre de l'American Institute of Graphic Arts, illustre des livres et conçoit des emblèmes.

Œuvres de Hugo Steiner-Prag
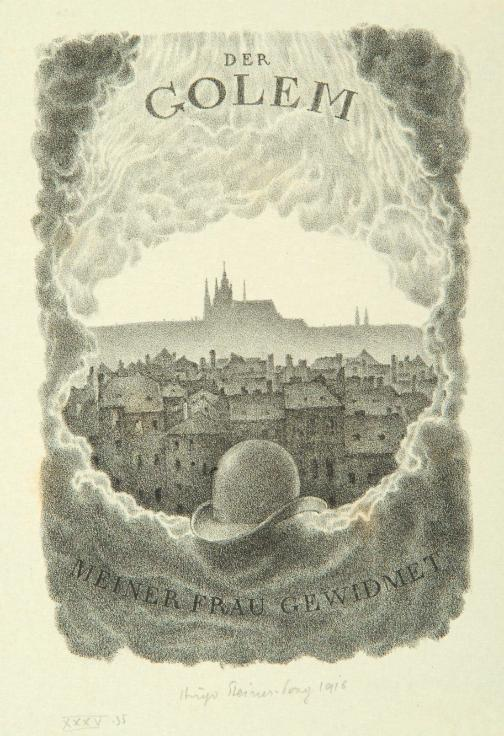
Der Golem, frontispice.
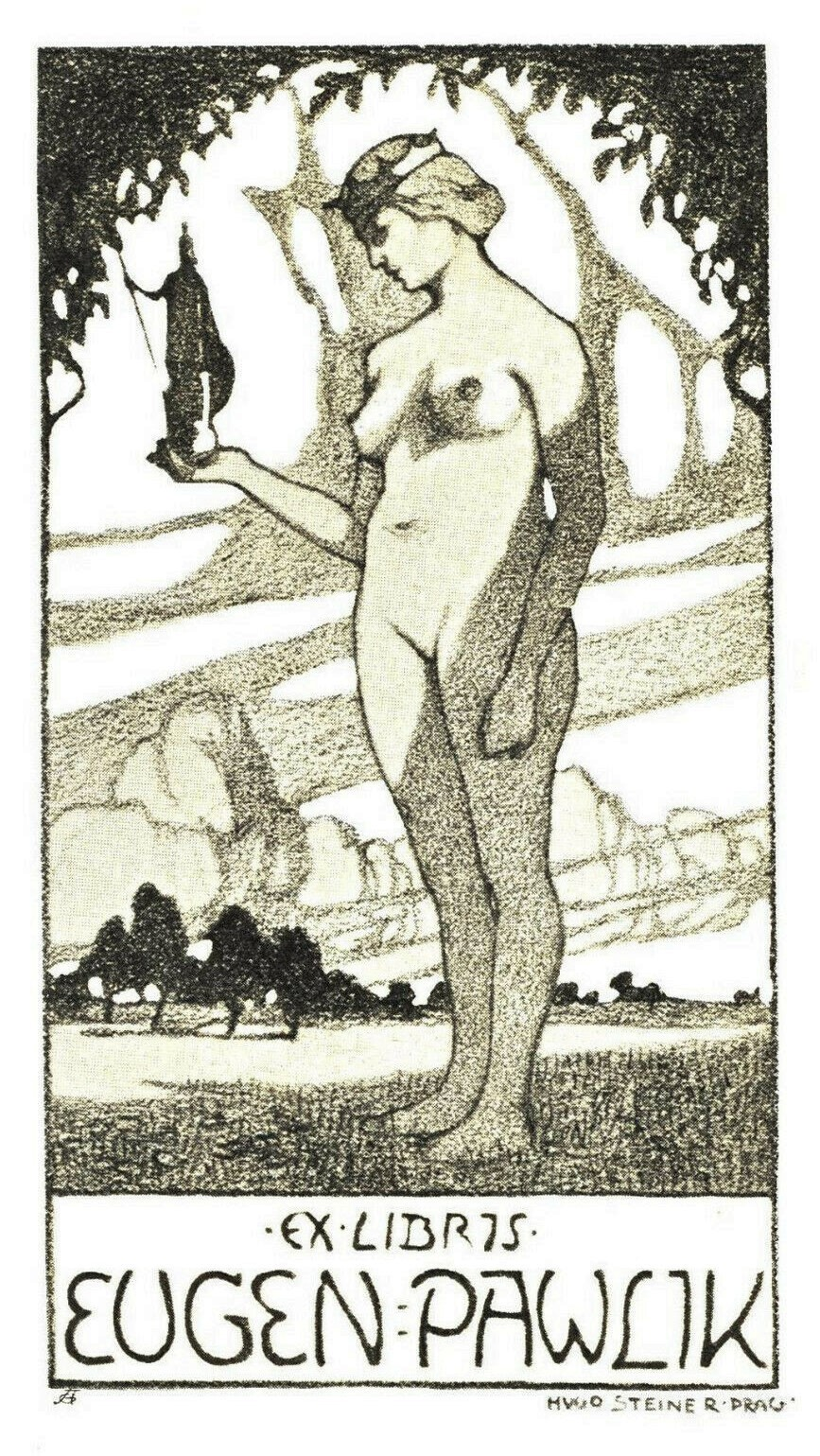
Ex-libis, ca. 1919.
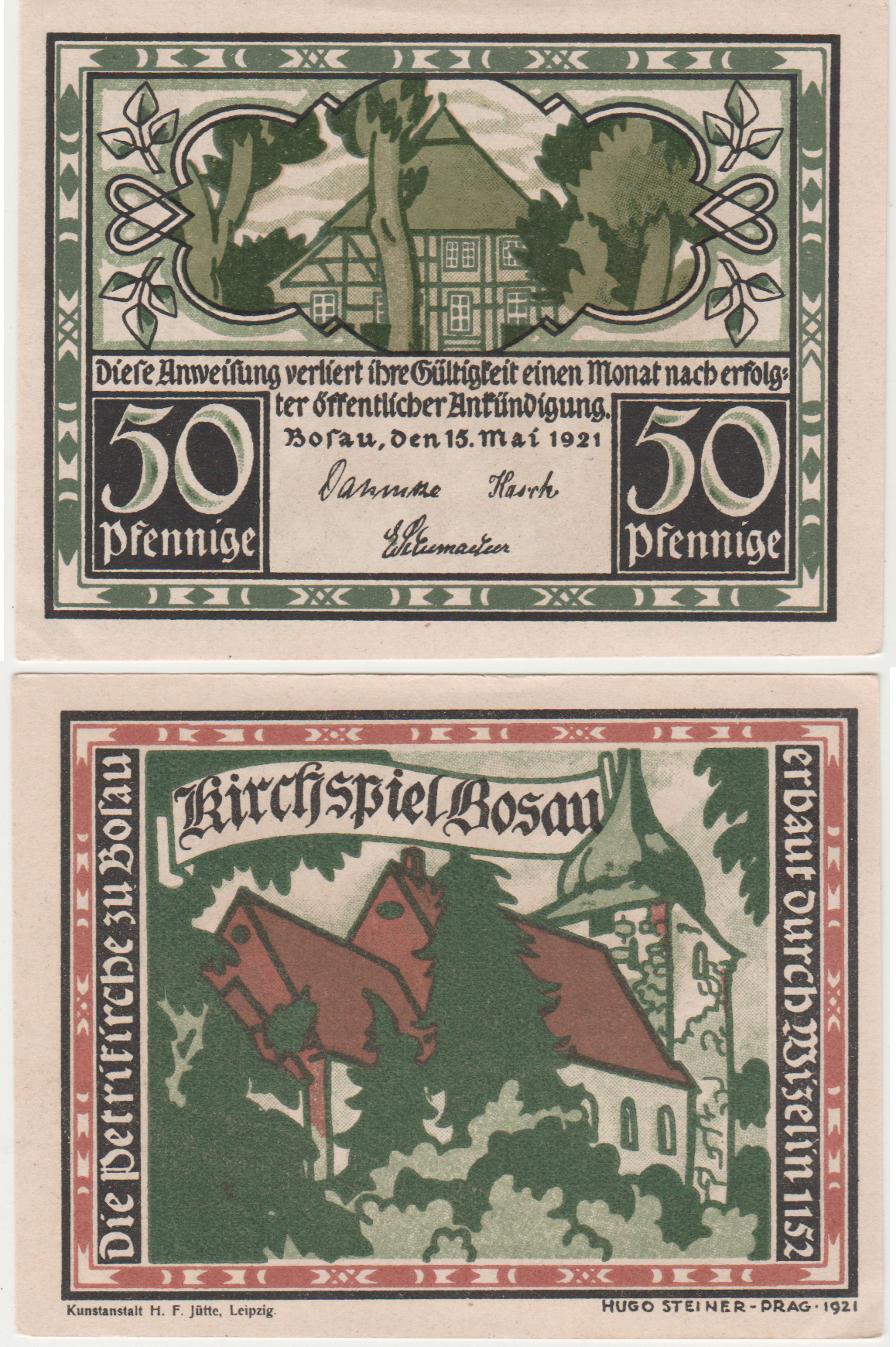
Billet de banque de nécessité allemand (recto et verso) de Bosau, d'une valeur de 50 pfennig (1921).

## Adhésions
- Deutscher Künstlerbund
- Leipziger Künstlerbund
- Deutscher Werkbund
- Verein Deutscher Buchgewerbekünstler (Vorstandsmitglied)